# Phillip Island Trophy 2021
Phillip Island Trophy 2021 byl tenisový turnaj pořádaný jako součást ženského okruhu WTA Tour, který se odehrával na tvrdých dvorcích Melbourne Parku. Probíhal mezi 13. až 19. únorem 2021 ve viktorijské metropoli Melbourne.
Turnaj byl do kalendáře zařazen dodatečně jako náhrada za zrušené turnaje Australian Open Series v Brisbane, Adelaide a Hobartu kvůli pandemii covidu-19. Vytvořena tak byla tzv. letní melbournská sezóna hraná v Melbourne Parku, která v ženské části obsahovala Yarra Valley Classic a Grampians Trophy v kategorii WTA 500 a závěrečný Phillip Island Trophy z kategorie WTA 250. Ten byl určen pro tenistky, které vypadly během prvního týdne Australian Open, v jehož druhém týdnu turnaj souběžně probíhal. V areálu začal na dvorcích číslo 5, 10, 12, 15 a 16.
Rozpočet činil 235 238 dolarů. Nejvýše nasazenou hráčkou ve dvouhře se stala americká světová čtyřka Sofia Keninová. Jako poslední přímá účastnice do singlové soutěže zasáhla 315. tenistka žebříčku, Britka Katie Boulterová.
Třetí singlový titul na okruhu WTA Tour vyhrála 23letá Ruska Darja Kasatkinová. Premiérové trofeje na túře WTA ve čtyřhře získala indicko-ruská dvojice Ankita Rainová a Kamilla Rachimovová.

## Distribuce bodů a finančních odměn

### Distribuce bodů
| Soutěž  | vítězky | finalistky | semifinalistky | čtvrtfinalistky | 16 v kole | 32 v kole | 64 v kole | Q  | Q1 |
| ------- | ------- | ---------- | -------------- | --------------- | --------- | --------- | --------- | -- | -- |
| dvouhra | 280     | 180        | 110            | 60              | 30        | 16        | 1         | 12 | 1  |
| čtyřhra | 280     | 180        | 110            | 60              | 1         | —         | —         | —  | —  |

### Finanční odměny
| dvouhra                               | 28 500 $ | 20 850 $ | 11 100 $ | 5 250 $ | 2 700 $ | 1 900 $ | 1 400 $ | 1 211 $ |
| čtyřhra                               | 8 000 $  | 5 000 $  | 3 000 $  | 1 500 $ | 1 300 $ | 1 000 $ | —       | —       |
| částky ve čtyřhře jsou uváděny na pár |          |          |          |         |         |         |         |         |

## Ženská dvouhra

### Nasazení
| Stát                         | Hráčka                     | WTA | Nasazení |
| ---------------------------- | -------------------------- | --- | -------- |
| USA                          | Sofia Keninová             | 4.  | 1.       |
| Kanada                       | Bianca Andreescuová        | 9.  | 2.       |
| Spojené království           | Johanna Kontaová           | 15. | 3.       |
| Chorvatsko                   | Petra Martićová            | 19. | 4.       |
| Čína                         | Wang Čchiang               | 34. | 5.       |
| Čína                         | Čang Šuaj                  | 35. | 6.       |
| Rusko                        | Anastasija Pavljučenkovová | 39. | 7.       |
| USA                          | Danielle Collinsová        | 40  | 8        |
| USA                          | Sloane Stephensová         | 41. | 9.       |
| Francie                      | Caroline Garciaová         | 43. | 10.      |
| Čína                         | Čeng Saj-saj               | 44. | 11.      |
| Argentina                    | Nadia Podoroská            | 45. | 12.      |
| Česko                        | Marie Bouzková             | 50. | 13.      |
| Lotyšsko                     | Anastasija Sevastovová     | 53  | 14       |
| Francie                      | Alizé Cornetová            | 54. | 15.      |
| Švédsko                      | Rebecca Petersonová        | 55. | 16.      |
| Žebříček WTA k 8. únoru 2021 |                            |     |          |

### Jiné formy účasti
Následující hráčky obdržely divokou kartu do hlavní soutěže:
- Destanee Aiavová
- Bianca Andreescuová
- Kimberly Birrellová
- Olivia Gadecká
- Sofia Keninová

Následující hráčky využily k účasti v hlavní soutěži žebříčkové ochrany:
- Katie Boulterová
- Ču Lin

Následující hráčky postoupily do hlavní soutěže z kvalifikace:
- Mona Barthelová
- Mihaela Buzărnescuová
- Lizette Cabrerová
- Francesca Jonesová
- Varvara Lepčenková
- Rebecca Marinová
- Ankita Rainová
- Kamilla Rachimovová

Následující hráčky postoupily z kvalifikace jako tzv. šťastné poražené:
- Gabriella Da Silva-Ficková
- Monica Niculescuová
- Lesja Curenková

### Odhlášení
před zahájením turnaje
- Jekatěrina Alexandrovová → nahradila ji  Lesja Curenková
- Amanda Anisimovová → nahradila ji  Ajla Tomljanovićová
- Catherine Bellisová → nahradila ji  Darja Kasatkinová
- Belinda Bencicová → nahradila ji  Nao Hibinová
- Jennifer Bradyová → nahradila ji  Ču Lin
- Fiona Ferrová → nahradila ji  Lauren Davisová
- Coco Gauffová → nahradila ji  Danka Kovinićová
- Polona Hercogová → nahradila ji  Irina-Camelia Beguová
- Madison Keysová → nahradila ji  Anna Blinkovová
- Johanna Kontaová → nahradila ji  Gabriella Da Silva-Ficková
- Veronika Kuděrmetovová → nahradila ji  Zarina Dijasová
- Světlana Kuzněcovová → nahradila ji  Christina McHaleová
- Ons Džabúrová → nahradila ji  Madison Brengleová
- Magda Linetteová → nahradila ji  Misaki Doiová
- Elise Mertensová → nahradila ji  Katie Boulterová
- Kristina Mladenovicová → nahradila ji  Aljaksandra Sasnovičová
- Garbiñe Muguruzaová → nahradila ji  Ana Bogdanová
- Jeļena Ostapenková → nahradila ji  Varvara Gračovová
- Julia Putincevová → nahradila ji  Wang Ja-fan
- Alison Riskeová → nahradila ji  Anastasija Potapovová
- Jelena Rybakinová → nahradila ji  Andrea Petkovicová
- Laura Siegemundová → nahradila ji  Greet Minnenová
- Barbora Strýcová → nahradila ji  Tímea Babosová
- Iga Świąteková → nahradila ji  Ljudmila Samsonovová
- Donna Vekićová → nahradila ji  Maddison Inglisová
- Markéta Vondroušová → nahradila ji  Sara Erraniová
- Heather Watsonová → nahradila ji  Elisabetta Cocciarettová
- Dajana Jastremská → nahradila ji  Sara Sorribesová Tormová
- Čang Šuaj → nahradila ji  Monica Niculescuová

v průběhu turnaje
- Sara Sorribesová Tormová

### Skrečování
- Zarina Dijasová
- Danka Kovinićová
- Patricia Maria Țigová

## Ženská čtyřhra

### Nasazení
| Stát                         | Hráčka               | Stát             | Hráčka                | WTA  | Nasazení |
| ---------------------------- | -------------------- | ---------------- | --------------------- | ---- | -------- |
| Čínská Tchaj-pej             | Čan Chao-čching      | Čínská Tchaj-pej | Latisha Chan          | 32.  | 1.       |
| Rumunsko                     | Monica Niculescuová  | Čína             | Jang Čao-süan         | 108. | 2.       |
| USA                          | Kaitlyn Christianová | USA              | Sabrina Santamariová  | 132. | 3.       |
| Rumunsko                     | Andreea Mituová      | Rumunsko         | Ioana Raluca Olaruová | 138. | 4.       |
| Gruzie                       | Oxana Kalašnikovová  | Švédsko          | Cornelia Listerová    | 143. | 5.       |
| Belgie                       | Kirsten Flipkensová  | Belgie           | Greet Minnenová       | 145. | 6.       |
| Japonsko                     | Makoto Ninomijová    | Čína             | Wang Ja-fan           | 147. | 7.       |
| Japonsko                     | Misaki Doiová        | Japonsko         | Nao Hibinová          | 151. | 8.       |
| Žebříček WTA k 8. únoru 2021 |                      |                  |                       |      |          |

### Jiné formy účasti
Následující pár obdržel divokou kartu do hlavní soutěže:
- Destanee Aiavová /  Charlotte Kempenaersová-Poczová

### Odhlášerní
v průběhu turnaje
- Kimberly Birrellová /  Olivia Gadecká
- Misaki Doiová /  Nao Hibinová
- Marie Bouzková /  Sara Sorribesová Tormová

## Přehled finále

### Ženská dvouhra
- Darja Kasatkinová vs.  Marie Bouzková 4–6, 6–2, 6–2

### Ženská čtyřhra
- Ankita Rainová /  Kamilla Rachimovová vs.  Anna Blinkovová /  Anastasija Potapovová 2–6, 6–4, [10–7].